# Iprindol
Iprindol ist ein Arzneistoff aus der Gruppe der trizyklischen Antidepressiva.
Das Indolderivat Iprindol wirkt als 5-HT2-Antagonist und indirekter β2-Agonist. Daneben wirkt es schwach anticholinerg und antihistaminisch. Einen Einfluss auf die Wiederaufnahme von Noradrenalin hat es nicht.
Von der antidepressiven Wirkung soll es genauso effektiv sein wie Imipramin. In einer weiteren Studie wurde festgestellt, dass Iprindol im Gegensatz zu anderen trizyklischen Antidepressiva und MAO-Hemmern den REM-Schlaf nicht beeinflussen soll.